# Il viaggio della sposa
Il viaggio della sposa è un film italiano del 1997 diretto da Sergio Rubini.

## Trama
XVII secolo, Italia meridionale. Porzia, giovane di nobile condizione, deve essere prelevata dal convento di Atri, in Abruzzo, in cui è stata educata, per essere condotta dal promesso sposo a Conversano. Bartolo, giovane di umili origini, è lo stalliere che accompagna con la scorta il viaggio della promessa sposa.
Durante il percorso una banda di briganti assale il gruppo e la scorta viene sterminata. Unici superstiti rimangono Porzia e Bartolo: da quel momento i due sono costretti a proseguire il cammino insieme. Anche se di differenti origini e profondamente diversi, tanto da nutrire diffidenza l'uno per l'altro, Porzia e Bartolo finiscono per legarsi durante il viaggio. Bartolo, che le sembrava incapace e ignorante, diventa per Porzia un maestro involontario che le insegna la difficile arte del vivere. A sua volta lei gli insegna a leggere e scrivere e gli trasmette l'amore per il sapere. E pur così diversi, o forse proprio per questo, si innamorano.
Ma lui capisce che la diversità di casta è insormontabile, e non accetta di stravolgerla, sacrificando il sentimento nato in entrambi durante quei due difficil mesi di viaggio. Giunti a destinazione, Bartolo decide di consegnare la giovane promessa sposa alla scorta guidata dal conte di Conversano, cosa che desta nella giovane una crisi che si manifesta con lacrime e urla.
Anni dopo, l'ormai anziano Bartolo, nel frattempo diventato maestro di scuola, riceve una lettera da Porzia, che ha seguito con serenità gli eventi della propria vita, in cui lo ringrazia per l'esperienza vissuta insieme e gli confessa di avere continuato ad amarlo sempre.

## Produzione
Il regista anche per questo film, pur se la prima ambientazione riguarda paesaggi abruzzesi (il convento è l'abbazia di San Giovanni Battista di Lucoli in Abruzzo) in cui spiccano le riprese dei boschi e del Corno grande del Gran Sasso d'Italia, ambienta il film nei luoghi della nativa Puglia, con riprese nelle masserie della Murgia e nelle campagne di Gravina in Puglia, Altamura, Bitonto, Noci e Vieste.

## Riconoscimenti
- Globo d'oro - 1998

Migliore attrice rivelazione a Giovanna Mezzogiorno
- David di Donatello - 1998

Candidatura a miglior costumista a Maurizio Millenotti
- Nastro d'Argento - 1998

Candidatura a migliore attrice protagonista a Giovanna Mezzogiorno
Candidatura a migliore soggetto a Sergio Rubini e Umberto Marino
Candidatura a migliori costumi a Maurizio Millenotti
- Ciak d'oro - 1998

Candidatura a migliori costumi a Maurizio Millenotti